# Friedrich Bölling
Wilhelm Karl Ernst Friedrich Bölling (* 18. Februar 1844 in Mayen; † 7. Mai 1899 in Dorsten) war ein preußischer Generalmajor.

## Leben
Nach seiner Erziehung im elterlichen Hause besuchte Bölling Gymnasien in Aachen und Düsseldorf sowie das Polytechnikum in Zürich. Am 17. April 1863 trat er in das 2. Rheinische Infanterie-Regiment Nr. 28 der Preußischen Armee ein und avancierte am 11. Oktober 1864 zum Sekondeleutnant. Als solcher nahm Bölling 1866 am Krieg gegen Österreich teil und wurde in der Schlacht bei Königgrätz leicht verwundet.
Nach dem Friedensschluss schlossen sich vom 8. Dezember 1866 bis 9. September 1869 Kommandierungen als aufsichtsführender Offizier an die Unteroffizierschule Jülich sowie bis zum 23. Juli 1870 in gleicher Eigenschaft an die Unteroffizierschule Weißenfels an. Anlässlich der Mobilmachung kehrte Bölling dann zu seinem Regiment zurück und nahm am Krieg gegen Frankreich teil. In der Schlacht bei Gravelotte erlitt er eine leichte Verwundung und fungierte ab 19. August 1870 für die Dauer des Krieges als Kompanieführer. Kurz darauf wurde Bölling zum Premierleutnant befördert und für seine Leistungen mit dem Eisernen Kreuz II. Klasse ausgezeichnet.
Bölling war vom 30. Juli 1872 bis zum 21. Januar 1876 Regimentsadjutant und wurde als Hauptmann am 13. April 1876 zum Kompaniechef ernannt. Am 21. Juli 1887 wurde er als überzähliger Major dem Regiment aggregiert und ein Jahr später in das 6. Rheinische Infanterie-Regiment Nr. 68 versetzt. Hier kommandierte Bölling vom 15. Oktober 1888 bis zum 16. Dezember 1892 das III. Bataillon in der Festung Ehrenbreitstein. Anschließend erfolgte seine Rückversetzung in das 2. Rheinische Infanterie-Regiment Nr. 28 und man beauftragte ihn mit der Funktion des etatsmäßigen Stabsoffiziers. Mit seiner Beförderung zum Oberstleutnant wurde Bölling am 27. Januar 1893 in dieser Stellung bestätigt. Am 14. Juli 1895 wurde er Oberst und zum Kommandeur des in Weißenburg stationierten Infanterie-Regiments „Markgraf Karl“ (7. Brandenburgisches) Nr. 60 ernannt. Anlässlich des Ordensfestes zeichnete König Wilhelm II. ihn am 23. Januar 1899 mit dem Kronenorden II. Klasse aus. Am 27. Januar 1899 wurde Bölling unter Beförderung zum Generalmajor zum Kommandeur der 79. Infanterie-Brigade in Paderborn ernannt. Während einer Manöverreise verstarb er unerwartet am 7. Mai 1899.